# Клэффи, Питер
Питер Клэффи (англ. Peter Claffey; родился 28 июля 1996, Портамна, Голуэй, Ирландия) — ирландский спортсмен, актёр кино и телевидения. Играл в составе национальной сборной Ирландии по регби, актёрскую карьеру начал в 2022 году. Известен в первую очередь как исполнитель роли Дункана Высокого в будущем сериале «Рыцарь Семи Королевств».

## Биография
Питер Клэффи родился в 1996 году в городе Портамна (Голуэй). Он учился в колледже Гарбалли, играл в регби в составе команды Galwegians RFC, затем в составе команды Ballinasloe RFC в высшей лиге Коннахта. В 2016 году Клэффи играл за сборную Ирландии среди юношей до 20 лет на чемпионате шести наций. В 2018 году он подписал контракт с клубом «Коннахт», в 2019 — с Terenure College RFC.
Уйдя из спорта, Клаффи поступил в Академию Боу-стрит в Дублине, где изучал актёрское мастерство. В 2022 году он сыграл Игги в пьесе Тома Мерфи «Свисток в темноте» в дублинском театре «Эбби», в том же году дебютировал на телевидении — в сериалах «Гарри Уайлд», «Заговор сестёр Гарви», «Крушение». В апреле 2024 года стало известно, что Клэффи сыграет Дункана Высокого, центрального персонажа фэнтезийного сериала «Рыцарь Семи Королевств». В том же году он появился во втором сезоне «Заговора сестёр Гарви».
Фильмография
| Год  |   | Русское название       | Оригинальное название          | Роль           |
| ---- | - | ---------------------- | ------------------------------ | -------------- |
| 2022 | с | Гарри Уайлд            | Harry Wild                     | Билли          |
| 2022 | с | Заговор сестёр Гарви   | Bad Sisters                    | Каллум         |
| 2022 | с | Крушение               | Wreck                          | Комак Келли    |
| 2024 | с | Викинги: Вальхалла     | Vikings: Valhalla              | Дунстан        |
| 2016 | ф | Мелочи жизни           | Small Things like These        | Барри          |
| 2025 | с | Рыцарь Семи Королевств | A Knight of the Seven Kingdoms | Дункан Высокий |